# Antonio Esposito
Pour les articles homonymes, voir Esposito.
Antonio Esposito est un footballeur international suisse, né le 13 décembre 1972 à Viganello. Il évoluait au poste de milieu de terrain.

## Biographie

### En club
Antonio Esposito évolue en Suisse, en Espagne, en Italie et en France. Il dispute un total de 326 matchs en championnat, inscrivant 32 buts.
Il joue notamment 20 matchs en première division espagnole avec le CF Extremadura, inscrivant deux buts, et 24 matchs en deuxième division française avec le club de l'AS Saint-Étienne.
Au sein des compétitions européennes, il joue 21 matchs en Ligue des champions, 8 matchs en Coupe de l'UEFA, et 2 matchs en Coupe des coupes. En Ligue des champions, il inscrit deux buts avec le Grasshopper Zurich : le premier contre le Slavia Prague le 7 août 1996, et le second contre la Jeunesse d'Esch le 29 juillet 1998.

### En équipe nationale
Antonio Esposito reçoit trois sélections en équipe de Suisse entre 1997 et 2001.
Il joue son premier match en équipe nationale le 10 février 1997, contre la Russie (défaite 2-1 à Hong Kong). Il joue son deuxième match le 16 août 2000, contre la Grèce (match nul 2-2 à Saint-Gall). Il reçoit sa dernière sélection le 28 février 2001, contre la Pologne (défaite 4-0 à Larnaca).

## Palmarès
- Champion de Suisse en 1998 et 2001 avec le  Grasshopper Zürich ; en 2004 avec le FC Bâle
- Vainqueur de la Coupe de Suisse en 1993 avec le FC Lugano et en 2003 avec le FC Bâle